# Campus Berufsbildung
Campus Berufsbildung e. V. ist ein eingetragener gemeinnütziger Verein mit Sitz Berlin. Er fungiert als Träger privater, staatlich anerkannter Bildungseinrichtungen. Der Verein ist Mitglied im Bildungsfairbund, zu dem die Bildungsunternehmen Forum Berufsbildung, GPB mbH und Concept GmbH gehören.

## Geschichte/Entwicklung
Der Verein erbringt Dienstleistungen im Bereich der Bildung. Der Verein ist Träger des von Eberhard Meumann begründeten bisher einzigen privaten beruflichen Gymnasiums des Landes Berlin. Am Standort Berlin Friedrichstraße werden unter dem Dach von Campus Berufsbildung e. V. die ebenfalls von Meumann begründeten staatlich anerkannten Berufsfachschulen für kaufmännische und technische Assistenten betrieben. Weitere private, staatlich anerkannte Berufsfachschulen betreibt Campus Berufsbildung e. V. am Standort Geneststraße. Dort befinden sich die Berufsfachschulen für Altenpflege und Sozialassistenz. Außerdem besteht an diesem Standort die Möglichkeit, sich an der Fachschule für Sozialpädagogik zum Erzieher ausbilden zu lassen. Campus Berufsbildung e. V. ist somit Träger von sechs privaten Schulen unterschiedlicher Niveaustufen.

## Gymnasium
Das private berufliche Gymnasium führt in der dreijährigen Form zur allgemeinen Hochschulreife. Die gymnasiale Oberstufe umfasst die einjährige Einführungsphase (11. Jahrgangsstufe) und die zweijährige Qualifikationsphase (12. und 13. Jahrgangsstufe). Die Absolventen des beruflichen Gymnasiums sind mit dem Abitur zum Studium aller Bildungsgänge an Universitäten und Hochschulen befähigt und berechtigt.

### Ziele der Einführungsphase
Im Unterricht der Einführungsphase vertiefen und erweitern die Schüler die in der Sekundarstufe I erworbenen Kompetenzen und bereiten sich auf die Arbeit in der Qualifikationsphase vor. Spätestens am Ende der Einführungsphase erreichen sie die für den Eintritt in die Qualifikationsphase erforderlichen Kompetenzen mit dem Ziel, den Anforderungen eines Hochschulstudiums oder einer beruflichen Ausbildung gerecht zu werden. Sie handeln zunehmend selbständig und übernehmen Verantwortung in gesellschaftlichen Gestaltungsprozessen.
Eigene und gesellschaftliche Perspektiven werden von ihnen zunehmend sachgerecht eingeschätzt. Die Lernenden übernehmen Verantwortung für sich und ihre Mitmenschen, für die Gleichberechtigung der Menschen, ungeachtet des Geschlechts, der Abstammung, der Sprache, der Herkunft, einer Behinderung, der religiösen und politischen Anschauungen, der sexuellen Identität und der wirtschaftlichen und gesellschaftlichen Stellung.

### Ziele der Qualifikationsphase
In der Qualifikationsphase erweitern und vertiefen die Schüler ihre bis dahin erworbenen Kompetenzen mit dem Ziel, sich auf die Anforderungen eines Hochschulstudiums oder einer beruflichen Ausbildung vorzubereiten. Sie handeln zunehmend selbstständig und übernehmen Verantwortung in gesellschaftlichen Gestaltungsprozessen.
Die Schüler durchdringen zentrale Zusammenhänge grundlegender Wissensbereiche, erkennen die Funktion und Bedeutung vielseitiger Erfahrungen und lernen, vorhandene sowie neu erworbene Fähigkeiten und Fertigkeiten miteinander zu verknüpfen.

### Modularisierte Bildung
Die Vermittlung der Qualifikationen erfolgt in den Schulen in einem pädagogisch und fachwissenschaftlich strukturierten flexiblen modularen System. Die Module sind so angeordnet, dass sowohl die Struktur des Stoffes als auch didaktische und lernpsychologische Aspekte in einer Weise zum Tragen kommen, die ein tiefes Verständnis der Sachverhalte und die Anwendung in praxisnahen Situationen ermöglicht.

## Ausbildungen

### Einjährige Berufsfachschule
In dieser Berufsfachschule werden Schüler mit erweitertem Hauptschulabschluss im Berufsfeld Wirtschaft und Verwaltung beruflich vorbereitet. Sie haben die Möglichkeit, den mittleren Schulabschluss zu erwerben, wenn sie die zentralen Prüfungen und den Bildungsgang bestehen.

### Berufsfachschule für kaufmännische Assistenten
In der zweijährigen kaufmännischen Assistentenausbildung erhalten die Absolventen staatliche Berufsabschlüsse in den Fachrichtungen Betriebswirtschaft mit Schwerpunkt Organisation und Personal, Fremdsprachen und Informationsverarbeitung. Besonders leistungsfähige Schüler haben die Möglichkeit, im Rahmen der zweijährigen vollschulischen Berufsausbildung mit integriertem Betriebspraktikum im Rahmen zusätzlichen Unterrichts die Fachhochschulreife zu erwerben.
Fachrichtung Fremdsprachen
Die Ausbildung erfolgt in den Sprachen Englisch, Spanisch und Französisch. Die Absolventen sind in der Lage, in den Fremdsprachen schriftlich und mündlich in beruflichen Alltagssituationen zu kommunizieren. Auf Sachbearbeiterebene führen sie in kaufmännisch verwaltenden Bereichen selbstständig Arbeiten durch und wirken eigenverantwortlich. Als Assistenten sind sie an der Vorbereitung von Leitungsentscheidungen beteiligt und kontrollieren im Auftrage der Geschäftsleitung die Umsetzung getroffener Entscheidungen. In der Zielsprache Englisch erreichen die Absolventen nahezu Muttersprachenniveau und sind in der Lage, Aufgaben des Dolmetschens und Übersetzens fachgerecht wahrzunehmen.
Fachrichtung Betriebswirtschaft
Schwerpunkt der betriebswirtschaftlichen Ausbildung sind die Fächer betriebliche Organisation und Personalwirtschaft sowie Sozialversicherungsrecht. Darüber hinaus erwerben die Auszubildenden Kenntnisse in der deutschen Rechtsordnung, speziell im Arbeitsrecht sowie im Vertragsrecht. Rechnungswesen und Marketing sind weitere Schwerpunkte der Ausbildung. Die Absolventen sind qualifiziert, bei allen Geschäftsprozessen, bei der Planung und Entscheidung, der Durchführung und Kontrolle von betrieblichen Arbeitsabläufen mitzuwirken. Prädestiniert sind die Absolventen als Assistenten der Geschäftsleitung.
Fachrichtung Informationsverarbeitung
In dieser Ausbildung werden kaufmännisch-sachbearbeitende Fähigkeiten und Fähigkeiten der Installation und Anwendung von Geräten und Systemen der Informations- und Telekommunikationstechnik vermittelt. Die Absolventen arbeiten in unterschiedlichen Branchen bei der Einsatzvorbereitung und Nutzung moderner Informations- und Kommunikationstechnik für kaufmännisch verwaltende Aufgaben mit. Sie sind sowohl kaufmännisch als auch technisch versiert.

### Berufsfachschule für technische Assistenten
In der dreijährigen doppelt qualifizierenden Ausbildung in der Fachrichtung Elektronik/Datentechnik wird den Absolventen nach bestandener Prüfung mit dem staatlichen Berufsabschluss zugleich die Fachhochschulreife verliehen. Die Ausbildung ist technisch orientiert, befähigt zur Administration von PC-Systemen sowie zur Installation und Anwendung moderner Standard- und Branchensoftware.

### Zusatzqualifikationen
Autorisierte Testzentren
Seit dem 10. Juli 2007 ist der Campus Berufsbildung e. V. autorisiertes TOEIC-Testzentrum. Die Zertifizierung berechtigt sowohl zur Durchführung des Englischtests TOEIC als auch des Französischtests TFI als international anerkannte Sprachtests und des Spanischtests. Der TOEIC (Test of English for International Communication) widerspiegelt ihre Kompetenz im berufsbezogenen Englisch. Ein großer Vorteil der Tests ist es, dass jeder diese Prüfung besteht, da der erreichte Punktestand dem persönlich erzielten Sprachniveau entspricht.
Europäischer Computerführerschein
Das ICDL-Zertifikat bescheinigt praktische Fertigkeiten in den gebräuchlichsten Computeranwendungen. Der ICDL Berlin setzt sich aus sieben praxisbezogenen Teilprüfungen zu EDV-Basis-Know-how zusammen. Im Mittelpunkt steht der professionelle und effiziente Umgang mit Microsoft-Office-Programmen. In sieben Modulen werden Zusatzqualifikationen von Grundkenntnissen der PC-Bedienung einschließlich Microsoft Office bis zur Informationsrecherche im Internet vermittelt.

### Berufsfachschule für Altenpflege
Die Ausbildung zum Altenpfleger dient der Vermittlung von Fähigkeiten und Fertigkeiten, um hilfebedürftige Menschen im täglichen Leben und in besonderen Situationen zu unterstützen. Die Ausbildung umfasst folgende Schwerpunkte: die Pflege alter Menschen planen und durchführen, das Mitwirken bei der medizinischen Diagnostik und Therapie, die Unterstützung alter Menschen bei der Tagesgestaltung und bei selbst organisierten Aktivitäten sowie rechtliche und institutionelle Rahmenbedingungen altenpflegerischer Arbeit.

### Berufsfachschule für Sozialassistenz
Die Ausbildung zum Sozialassistent unterteilt sich in drei Aufgabenbereiche. Dabei handelt es sich um die Betreuung von pflegebedürftigen Menschen, um die hauswirtschaftliche Versorgung und die Arbeit mit jungen Menschen.

### Fachschule für Sozialpädagogik
Die Ausbildung soll zur eigenverantwortlichen Erziehung, Bildung und Betreuung europaweit befähigen. Der Schwerpunkt liegt auf dem Erwerb von interkulturellen Kompetenzen. Dabei ist ein von der Europäischen Union gefördertes Auslandspraktikum im letzten Jahr der Ausbildung möglich.
Erzieher arbeiten in verschiedenen pädagogischen Einrichtungen, wie z. B. in Kindergärten, Horten, Heimen, Schulen, betreuten Wohneinrichtungen oder Beratungsstellen, Integrationskindergärten oder -horten, Vereinen oder Freizeiteinrichtungen. Auch der Einsatz in therapeutischen Einrichtungen für Kinder und Jugendliche ist möglich.
In all diesen Tätigkeitsfeldern wird verstärkt auf die sprachlichen, sozialen und kulturellen Kompetenzen der Heranwachsenden geachtet, um diese dann pädagogisch sinnvoll fördern zu können.
Das dazu notwendige Fachabitur kann mit der Ausbildung zusammen erworben werden.

### Berufsfachschule für Büromanagement
In dieser Berufsfachschule werden in einer dreijährigen Ausbildung mit abschließender IHK-Prüfung Kaufleute für Bürokommunikation und Bürokaufleute ausgebildet.